# 趙學轍
趙學轍（?—?），字季由，號蓉湖，江蘇武進（今常州市）人。
尚書趙申喬五世孫，兗州府知府趙懷玉从侄，幼習篆刻，工書法，學米南宮。嘉庆四年（1799）己未科進士，官至湖州知府。